# Classificació dels pobles indígenes d'Amèrica

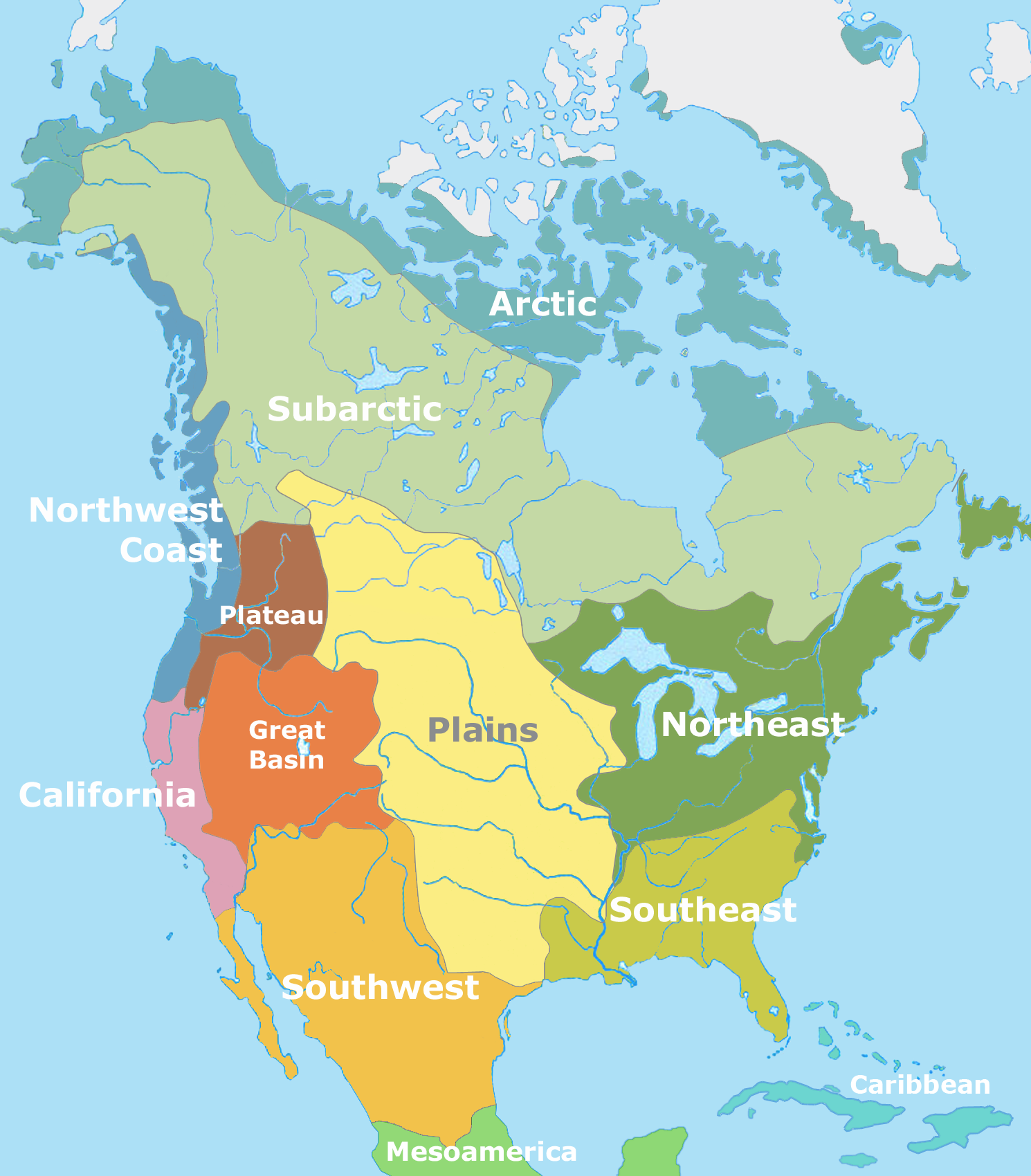
Regions culturals dels pobles nord-americans en el moment del contacte amb els europeus

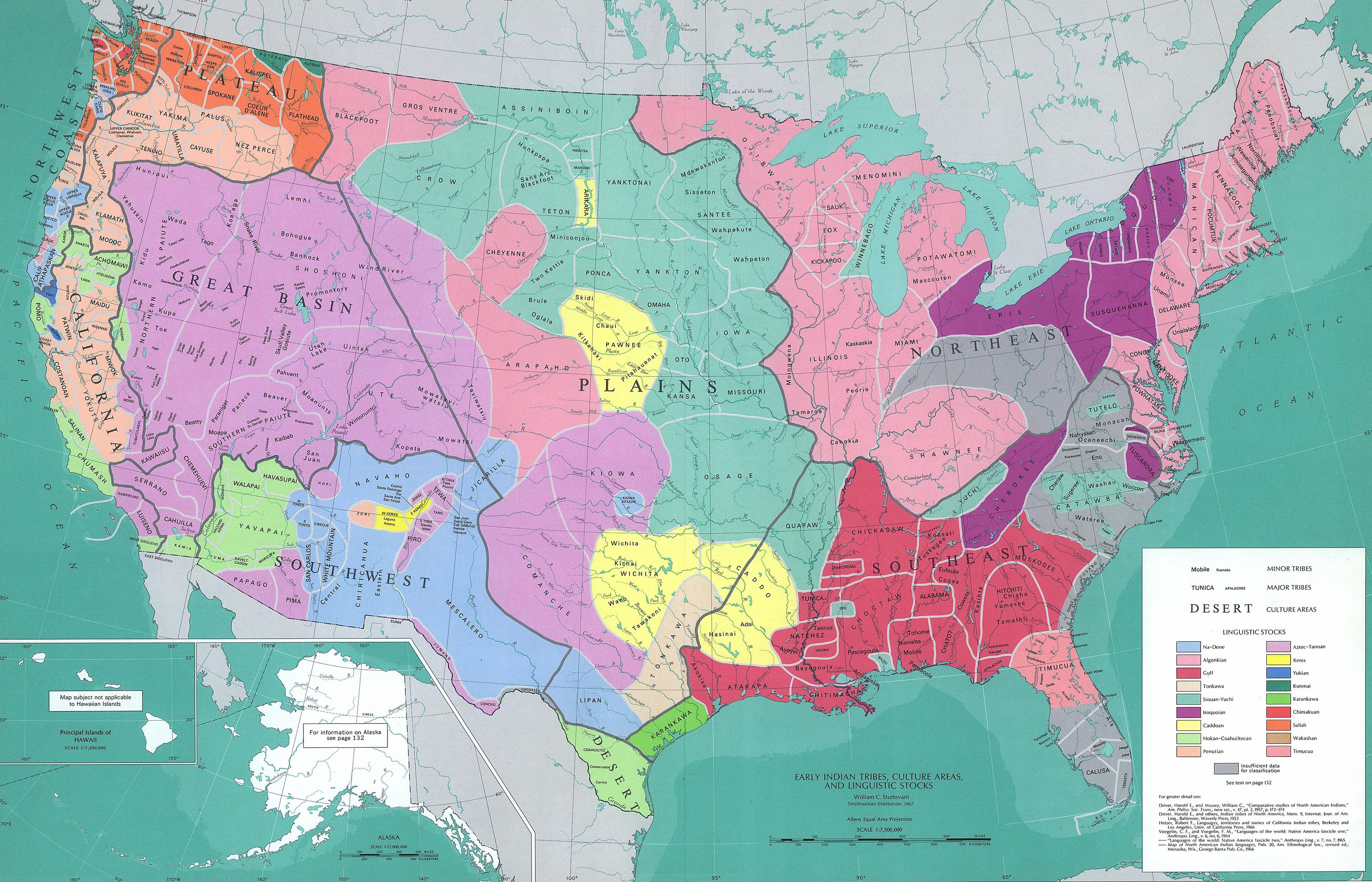
Primeres llengües indígenes als Estats Units

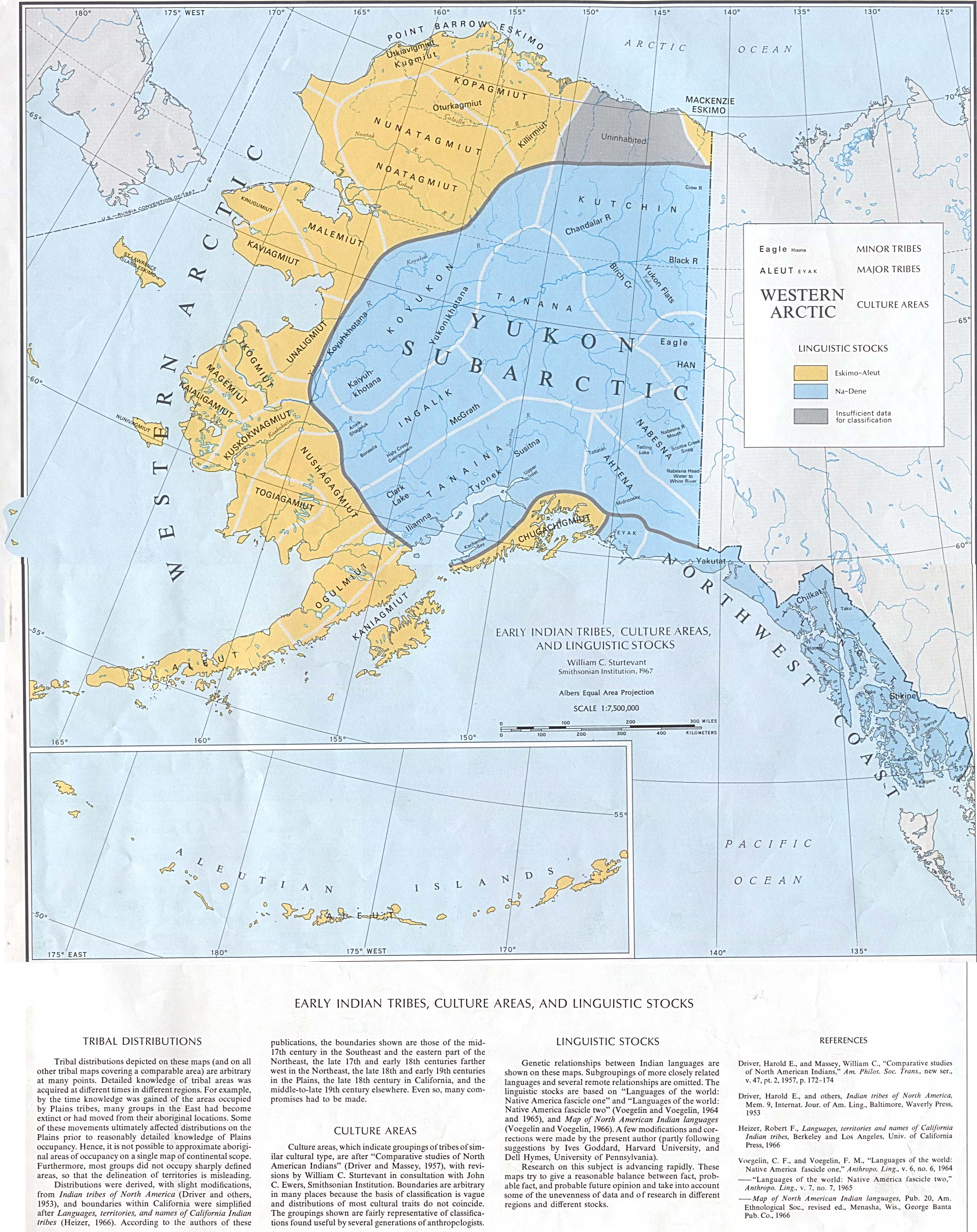
Primeres llengües indígenes a Alaska

La classificació dels pobles indígenes d'Amèrica es basa en regions culturals, geogràfiques i lingüístiques. Els antropòlegs han anomenat diverses regions culturals, amb fronteres fluides, que són generalment acceptades amb algunes variacions. Aquestes regions culturals es basen àmpliament en les ubicacions dels pobles indígenes d'Amèrica abans del contacte europeu i africà a partir de finals del segle xv. Quan els pobles indígenes han estat desplaçats per la força pels Estats-nació, conserven la seva classificació geogràfica inicial. Alguns grups abasten diverses regions culturals.

## Canadà, Groenlàndia, Estats Units i nord de Mèxic
Als Estats Units i el Canadà els etnògrafs classifiquen habitualment els pobles indígenes en deu regions geogràfiques amb trets culturals compartit, anomenades àrees culturals. Groenlàndia forma part de la Regió àrtica. Alguns estudiosos combinen les regions de l'Altiplà i de la Gran Conca a l'Oest intramuntà, alguns separen els pobles de les praderies dels pobles de les Grans planures, mentre que alguns separen les tribus dels Grans Llacs de les de les Muntanyes del nord-est.

### Àrtic

Mapa dialectal inuktitut

- Paleoesquimal, cultures prehistòriques, Rússia, Alaska, Canadà, Groenlàndia, 2500 aC - 1500 
  - Tradició de petites eines de l'Àrtida, cultura prehistòrica, 2500 aC, estret de Bering
  - Pre-Dorset, Àrtic oriental, 2500–500 aC
  - Cultura Saqqaq, Groenlàndia, 2500–800 aC)
  - Independence I, NE Canadà i Groenlàndia, 2400–1800 BCE
  - Cultura Independence II, NE Canadà i Groenlàndia, 800–1 BCE)
  - Groswater, Labrador i Nunavik, Canadà
  - Cultura Dorset, 500 aC–1500, Alaska, Canadà
- Aleuts (Unangan), illes Aleutianes Alaska, i regió de Kamtxatka, íssia
- Inuits, Rússia, Alaska, Canad`À, Groenlàndia
  - Thule, proto-Inuit, Alaska, Canadà, Groenlàndia, 900–1500 
    - Cultura Birnirk, cultura prehistòrica Inuit, Alaska, 500 aC–900

  - inuit de Groenlàndia, Groenlàndia
    - Kalaallit, oest de Groenlàndia
    - Avanersuarmiut (Inughuit), nord de Groenlàndia
    - Tunumiit, est de Groenlàndia

  - Inuvialuit, oest Àrtida canadenca
  - Inupiats, nord i nord-oest d'Alaska
- Yupiks (Yup'ik), Alaska i Rússia
  - Alutiiqs (Sugpiaq, Yupiks del Pacífic), península d'Alaska, àrees costaneres i illenques del centre-sud d'Alaska
  - Yupiks del centre d'Alaskan, centre-oest d'Alaska
    - Cup'iks, badia de Hooper i Chevak, Alaska
    - Nunivak Cup'igs (Cup'igs), illa de Nunivak, Alaska

  - Yupiks siberians, Extrem Orient de Rússia i illa St. Lawrence, Alaska
    - Chaplinos
    - Naukans
    - Sireniks, Sibèria

### Subàrtic
- Ahtna (Ahtena, Nabesna)
- Anishinaabe
  - Oji-Cree (anishinini, severn ojibwa) Ontario, Manitoba
  - anishinaabemowin (chippewa, ojibwe) Ontario, Manitoba, Minnesota
- Atikamekw
- Bearlake
- Chipewyan
- Cree
- Dakelh
  - Babine
  - Wet'suwet'en
- Deg Hit'an (deg xinag, degexit’an, kaiyuhkhotana)
- Dena'ina (Dialectes: Outer Inlet, Upper Inlet, Iliama, Inland Dena'ina, Kachemak Bay, Kenai Dena'ina, Susitna River)
- Dunneza (Beaver)
- Gwich'in (Kutchin, Loucheaux)
- Hän
- Hare
- Holikachuk
- Innu
- Kaska (Nahane)
- Kolchan (Upper Kuskokwim)
- Koyukon
- Mountain
- Naskapi
- Sekani
- Slavey (dialectes: Hay River, Simpson Providence, Liard, Fort Nelson)
- Tagish
- Tahltan
- Lower Tanana
- Middle Tanana
- Upper Tanana
- Tanacross
- Tasttine (Beaver)
- Tli Cho
- Inland Tlingit
- Tsetsaut (extingit)
- Tsilhqot'in (Chilcotin)
- Tutchone del nord
- Tutchone del sud
- Yellowknives

### Califòrnia
Nota bene: L'espai cultural de Califòrnia no s'ajusta exactament a la situació de les fronteres de Califòrnia, i moltes tribus a la frontera oriental amb Nevada es classifiquen com tribus de la Gran Conca i algunes tribus a la frontera d'Oregon es classifiquen com tribus de l'Altiplà.
- Achomawis, Achumawis, Tribu Pit River, NE Califòrnia[3]
- Atsugewis, NE Califòrnia[3]
- Cahuilla, SE Califòrnia[3]
- Chumash, costa sud de Califòrnia[3]
  - Barbareño
  - Cruzeño,
  - Inezeño, Ineseño
  - Obispeño, Chumash del nord
  - Purisimeño
  - Ventureño
- Chilula, NO California[3]
- Chimarikos, extingit, NO Califòrnia[4]
- Cupeños, SE Califòrnia[3]
- Atapascans del riu Eel
  - Lassik, NO Califòrnia[3]
  - Mattoles (Bear River), NO Califòrnia[3]
  - Nongatl, NO Califòrnia[5]
  - Sinkyone, NO Califòrnia[3]
  - Wailaki, Wai-lakki, NO Califòrnia[3]
- Esselens, C-O Califòrnia[3]
- Hupes, NO Califòrnia[3]
  - Tsnungwe
- Juaneño, Acjachemem, SO Califòrnia
- Karuks, NO Califòrnia[3]
- Katos, Cahto, NO Califòrnia[3]
- Kitanemuks, S-C Califòrnia[3]
- Konkow, N-C Califòrnia[3]
- Kumeyaays, Diegueño, Kumiai
  - Ipai, SO Califòrnia[3]
    - Jamul, SO Califòrnia[6]

  - Tipai, SO Califòrnia i No Mèxic[3]
- Complex La Jolla, S Califòrnia, c. 6050 - 1000 aC
- Luiseños, SO Califòrnia[3]
- Maidus, NE Califòrnia[3]
  - Konkow, NE Califòrnia
  - Mechoopda, N Califòrnia
  - Nisenans, maidus del sud, N Califòrnia
- Miwok, Me-wuk, centre Califòrnia[3]
  - Miwoks de la costa, C-O Califòrnia[3]
  - Miwoks del llac, O-C Califòrnia[3]
  - Miwok de la sierra
- Monachi, Mono occidental, Califòrnia central[3]
- Nisenans, E-C Califòrnia[3]
- Nomlakis, NO Califòrnia[3]
- Ohlone, Costano, O-C Califòrnia[3]
  - Awaswas
  - Chalons
  - Chochenyos
  - Karkins
  - Mutsun
  - Ramaytushes
  - Rumsens
  - Tamyens
  - Yelamu
- Patwins, Califòrnia central[3]
  - Suisun, patwin del sud, central Califòrnia
- Complex Pauma, S Califòrnia, c. 6050 - 1000 BCE
- Pomo, NO i centre-oest Califòrnia[3]
- Salinan, costa central Califòrnia[3]
  - Antoniaño[7]
  - Migueleño
- Serrano, S Califòrnia[3]
- Shasta NO Califòrnia[3]
  - Konomihu, NO Califòrnia
  - Okwanuchu, NO Califòrnia
- Tataviams, Allilik (Fernandeño), S Califòrnia[3]
- Tolowes, NO Califòrnia[3]
- Tongva, Gabrieleño, Fernandeño, tribu San Clemente, costa sud de Califòrnia[3]
- Tübatulabal, centre-sud de Califòrnia[3]
- Wappos, nord-centre Califòrnia[3]
- Whilkut, NO Califòrnia[3]
- Wintus, NO Califòrnia[3]
- Wiyots, NO Califòrnia[3]
- Yana, NC Califòrnia[3]
  - Yahi
- Yokuts, centre i sud de Califòrnia[3]
  - Chukchansi, Yokuts dels turons, centre Califòrnia[3]
  - Yokuts de la vall del nord, central Califòrnia[3]
  - Tachi, Yokut de la vall del sud, Centre-sud Califòrnia[3]
- Yukis, Ukomno'm, NO Califòrnia[3]
  - Huchnom, NO Califòrnia[8]
- Yuroks, NO Califòrnia[3]

#### Boscos del Nord-est
- Abenaki (Tarrantine), Maine, Nova Brunswick, Nou Hampshire, Quebec i Vermont
  - Eastern Abenaki, Quebec, Maine, i Nov Hampshire[9]
    - Kennebecs (Caniba)

  - Abnaki occidental: Quebec, Massachusetts, Nou Hampshire i Vermont[9]
- Anishinaabe (anishinape, anicinape, neshnabé, nishnaabe) (vegeu també Subàrtic, Planures)
  - Algonquins,[10] Quebec, Ontario
  - Nipissing,[10] Ontario[9]
  - anishinaabemowin (chippewa, ojibwe), Ontario, Michigan, Minnesota i Wisconsin[9]
    - Mississaugas, Ontario
    - Saulteaux (Nakawē), Ontario

  - Odawa (Ottawa), Indiana, Michigan, Ohio, Ontario;[9] després Oklahoma
  - Potawatomi, Illinois, Indiana, Michigan,[9] Ontario, Wisconsin; després Kansas i Oklahoma
- Assateagues, Maryland[11]
- Attawandaron (Nació neutral), Ontario[9]
- Beothuk, abans a Terranova[9]
- Chowanoke, Carolina del Nord
- Choptanks, Maryland[11]
- Conoys, Virgínia,[11] Maryland
- Eries, Pensilvània, Nova York[9]
- Etchemin, Maine
- Meskwaki (fox), Michigan,[9] ara Iowa, Oklahoma
- Ho-Chunk (winnebago), Wisconsin vora Green Bay, llac Michigan, Illinois,[9] més tard Iowa i Nebraska
- Honniasont, Pensilvània, Ohio, Virgínia Occidental
- Cultura Hopewell, antigament Ohio i regió Black River, 200 aC-500
- Confederació illinois (Illiniwek), Illinois, Iowa, i Missouri[9]
  - Cahokia, Illinois, Iowa, Missouri, Arkansas, ara Oklahoma
  - Kaskaskia, antigament Wisconsin
  - Miamia, Illinois, Indiana, i Michigan,[9] ara Oklahoma
- Mitchigamea, antigament Illinois
  - Moingona, antigament Illinois
  - Peoria, Illinois, ara Oklahoma
  - Tamaroa, antigament Illinois
  - Wea, antigament Indiana
- Confederació iroquesa[10] (Haudenosaunee), Ontario, Quebec, i Nova York[9]
  - Cayuga, Nova York,[9] Oklahoma
  - Mohawk, Nova York[9] i Kahnawake (Quebec)
  - Oneida, Nova York[9]
  - Onondaga, Nova York[9]
  - Seneca, Nova York,[9] now Oklahoma
    - Mingo, Pennsylvània, Ohio, Virgínia Occidental

  - Tuscarora, antigament Carolina del Nord, ara Nova York
- Kickapoo, Michigan,[9] Illinois, Missouri, ara Kansas, Oklahoma, Texas, Mèxic
- Laurentians (iroquesos de Saint Lawrence), antigament Nova York, Ontario, i Quebec, s.XIV-1580
- Lenni-Lenape Pennsylvania, Delaware, Nova Jersey, ara Ontario i Oklahoma
  - Grup lingüístic Munsee, (persona de Minisink); originalment residien a l'àrea del gran Manhattan, i al drenatge del baix Hudson i l'alt Delaware.
    - Esopus, antigament Nova York, més tard Ontario i Wisconsin
      - Waoranecks
      - Warranawankongs

    - Minisinks
    - Indis de la muntanya Ramapough, Nova Jersey

  - Unami grup lingüístic 
    - Acquackanonk, riu Passaic al nord de Nova Jersey
    - Hackensack, Nova Jersey
    - Navasink, a l'east al llarg de la costa nord de Nova Jersey
    - Raritan, Nova Jersey, New York
    - Rumachenanck (Haverstraw), Nova Jersey, Nova York
    - Tappan, Nova Jersey, Nova York
    - Unalachtigo, Delaware, Nova Jersey
    - Wiechquaeskecks, Connecticut
- Manahoac, Virgínia
- Mascouten, antigament Michigan[9]
- Massachusett, Massachusetts
  - Ponkapoag, Massachusetts
- Menominee, Wisconsin[9]
- Mahican (Mahican Stockbridge[10]) Connecticut, Massachusetts, Nova York, i Vermont[9]
  - Housatonics, Massachusetts, Nova York[12]
  - Mahican, Massachusetts, Nova York, i Vermont[9][12]
  - Wappani (Wappinger), Nova York[12]
    - Wappinger pròpiament dits, Nova York
    - Hammonasset, Connecticut
    - Kitchawank (Kichtawanks, Kichtawank), nord del comtat de Westchester, Nova York
    - Mattabesset, comtat de New Haven, Connecticut
    - Massaco, riu Farmington, Connecticut
    - Menunkatuck, costa de Connecticut
    - Nochpeem, comtat de Dutchess, Nova York
    - Paugusset, al llarg del riu Housatonic River, a la banda de Connecticut
    - Podunk, estdel comtat de Hartford, Connecticut
    - Poquonock, comtat de Hartford, Connecticut
    - Quinnipiac (Eansketambawg), Connecticut, Nova Jersey, Nova York
    - Rechgawawanc (Recgawawanc)
    - Sicaog, comtat de Hartford, Connecticut
    - Sintsink, comtat de Westchester, Nova York
    - Siwanoy, Connecticut, Nova York
    - Tankiteke, Connecticut, Nova York
    - Tunxis, comtat de Hartford, Connecticut
    - Wecquaesgeek, comtat de Westchester, Nova York

  - Wyachtonok, Connecticut, Nova York[12]
- Massachusett, Massachusetts[10][13]
- Mi'kmaq (Micmac), Nova Brunswick, Terra Nova i Labrador, Nova Scotia, Illa Príncep Eduard, Quebec,[9] i Maine
- Mohegan,[10] Connecticut
- Montaukett (Montauk),[10] Nov York
- Nansemond, Virgínia
- Nanticoke, Delaware i Maryland[9]
  - Accohannock
- Narragansett, Rhode Island[10]
- Niantic, costa de Connecticut[10][13]
- Nipmuc (Nipmuck), Connecticut, Massachusetts, i Rhode Island[13]
- Occaneechee, Virgínia[14]
- Pamlico, Carolina del Nord
- Passamaquoddy, Nova Brunswick, Nova Escòcia, Quebec, i Maine[9]
- Patuxent, Maryland[11]
- Paugussett, Connecticut[10]
- Penobscot, Maine
- Pequot, Connecticut[10]
- Petun (Tionontate), Ontario[9]
- Piscataway, Maryland[11]
- Pocumtuc, oest de Massachusetts[13]
- Poospatuck, Nova York
- Quinnipiac, Connecticut,[10] est de Nova York, nord de Nova Jersey
  - Hammonasset
  - Mattabesec
  - Mattatuck
  - Menunkatuck
  - Meriden
  - Mioonkhtuck
  - Naugatuck, Nova York[13]
  - Nehantic
  - Paugusset, Nova York[13]
  - Podunk, Nova York[13]
  - Potatuck, Nova York[13]
  - Totoket
  - Tunxis, Nova York[13]
  - Wangunk, Nova York[13]
  - Wepawaug, Nova York[13]
- Sauk, Michigan,[9] ara Iowa, Oklahoma
- Schaghticoke, oest Connecticut[10]
- Shawnee, Ohio,[9] Virgínia, Virgínia Occidental, Pennsylvania, més tard Oklahoma
- Shinnecock,[10] Long Island, Nova York[13]
- Susquehannock, Maryland, Pennsylvania[9]
- Tauxenent (Doeg), Virgínia[15]
- Tunxis, Connecticut[10]
- Tutelo, Virgínia
- Unquachog, Long Island, Nova York[13]
- Wabanaki, Maine, New Brunsvic, Nova Scotia, Quebec[10]
- Wampanoag, Massachusetts[10]
  - Nauset, Massachusetts
  - Patuxet, Massachusetts
  - Pokanoket, Massachusetts, Rhode Island[13]
- Wawenoc, Maine
- Wenro, Nova York[9][10]
- Wicocomico, Maryland, Virgínia
- Wolastoqiyik, Maliseet, Maine, New Brunsvic, Nova Scotia i Quebec[9]
- Wyandot (Hurons), Ontario al sud de la badia de Georgian, ara Oklahoma, Kansas, Michigan, i Wendake, Quebec

#### Boscos del sud-est
- Acolapissa (colapissa), Louisiana i Mississipi[16]
- ais, costa est de Florida[17]
- Alabama, confederació Creek, Alabama,[18] SO Tennessee, NO Mississippi[16][19]
- Alafay (alafia, pojoy, pohoy, costas alafeyes, alafaya costas), Florida[20]
- Amacano, costa oest de Florida[21]
- Apalachee, NO Florida[19]
- Apalachicoles, confederació Creek, Alabama, Florida, Geòrgia i Carolina del Sud[18]
- Atakapes (Attacapa), costa oest de Louisiana i costa SO Texas[19]
  - Akokisa, costa SE Texas[18]
  - Bidai, costa sud de Texas[18]
  - Deadose, est de Texas
  - Atakapa est, costa oest de Louisiana
  - Orcoquiza, SE Texas
  - Patiri, est de Texas
  - Tlacopsel, SE Texas
- Avoyel ("petits Natchez"), Louisiana[16][22]
- Nació Backhooks (possiblement chuaque, holpaos, huaq, nuaq, pahoc, pahor, paor, uca),[23] Carolina del Sud
- Bayogoula, SE Louisiana[16][22]
- Biloxis, Mississipi[16][19]
- Boca ratones, Florida
- Confederació caddo, Arkansas, Louisiana, Oklahoma, Texas[19][24]
  - Adai (adaizan, adaizi, adaise, adahi, adaes, adees, atayos), Louisiana i Texas[16]
  - Cahinnio, sud d'Arkansas[24]
  - Doustioni, nord central Louisiana[24]
  - Eyeish (Hais), est de Texas[24]
  - Hainai, est de Texas[24]
  - Hasinai, est de Texas[24]
  - Kadohadacho, NE Texas, SO Arkansas, NO Louisiana[24]
  - Nabedache, est de Texas[24]
  - Nabiti, est de Texas[24]
  - Nacogdoche, est de Texas[24]
  - Nacono, est de Texas[24]
  - Nadaco, est de Texas[24]
  - Nanatsoho, NE Texas[24]
  - Nasoni, est de Texas[24]
  - Natchitoches, baix: centre Louisiana, altr: NE Texas[24]
  - Neche, est de Texas[24]
  - Nechaui, est de Texas[24]
  - Ouachites, nord de Louisiana[24]
  - Tula, oest Arkansas[24]
  - Yatasi, NO Louisiana[24]
- Calusa, SO Florida[19][20]
- Cape Fear Indians, costa sud Carolina del Nord[16]
- Catawba (esaw, usheree, ushery, yssa),[23] Carolina del Nord, Carolina del Sud[19]
- Chacato, Florida panhandle i sud Alabama[16]
- Chakchiuma, Alabama i Mississippi[19]
- Chatot (chacato, chactoo), oest Florida
- Chawasha (washa), Louisiana[16]
- Cheraw (chara, charàh), Carolina del Nord
- Cherokee, Geòrgia, Carolina del Nord, oest de Carolina del Sud, Tennessee, Alabama, més tard Arkansas, Texas, Mèxic, i Oklahoma[25]
- Chiaha, confederació Creek, Alabama[18]
- Chickanee (Chiquini), Carolina del Nord
- Chickasaw, Alabama i Mississippi,[19] més tard Oklahoma[25]
- Chicora, coastal Carolina del Sud[22]
- Chines, Florida
- Chisca (Cisca), SO Virgínia, N. Florida[22]
- Chitimacha, Louisiana[19]
- Choctaws, Mississippi, Alabama,[19] i parts de Louisiana; més tard Oklahoma[25]
- Chowanoc (Chowanoke), Carolina del Nord
- Coharie, Carolina del Nord
- Congaree (Canggaree), Carolina del Sud[16][26]
- Coree, Carolina del Nord[22]
- Coushatta, Louisiana and Texas
- Coharie, Carolina del Nord
- Croatan, Carolina del Nord
- Cusabo costa de Carolina del Sud[19]
- Enos, Carolina del Nord[16]
- Garza, Texas, N. Mèxic
- Grigra (Gris), Mississippi[27]
- Guacata (Santalûces), costa est Florida[20]
- Guacozo, Florida
- Guale (Cusabo, Iguaja, Ybaja), costa de Geòrgia[16][19]
- Guazoco, costa SO Florida[20]
- Hitchiti, confederació Creek, Geòrgia, Alabama, i Florida[16]
- Nació Hooks (possiblement Chuaque, Huaq, Nuaq),[23] vegeu Nació Backhooks
- Houma, Louisiana i Mississippi[19]
- Jaega (Jobe), costa est Florida[17]
- Jaupin (Weapemoc), Carolina del Nord
- Jororo, Florida interior[20]
- Keyauwee, Carolina del Nord[16]
- Koasati, Tennessee[19]
- Koroa, Mississippi[16]
- Luca, costa SO Florida[20]
- Lumbee, Carolina del Nord
- Machapunga, Carolina del Nord
- Manahoac, Virgínia[28]
- Matecumbe (matacumbêses, matacumbe, matacombe), Florida Keys[20]
- Mayaca, Florida[20]
- Mayaimi (Mayami), interior de Florida[17]
- Mayajuaca, Florida
- Meherrin, Virgínia,[29] Carolina del Nord
- Mikasuki (Miccosukee), Florida
- Mobila (Mobile, Movila), NO Florida i sud Alabama[19]
- Mocoso, oest Florida[17][20]
- Monacan, Virginia[22]
- Monyton (Monetons, Monekot, Moheton) (Siouan), Virgínia Occidental i Virgínia
- Mougoulacha, Mississippi[22]
- Muscogee, Tennessee, Geòrgia, Alabama, Mississippi, Florida, més tard Oklahoma
  - Abihka, Alabama,[18] més tard Oklahoma
  - Eufaula, Geòrgia, més tard Oklahoma
  - Kialegee, Alabama, més tard Oklahoma
  - Thlopthlocco, Alabama, Geòrgia, més tard Oklahoma
- Naniaba, NO Florida i sud d'Alabama[19]
- Natchez, Louisiana i Mississippi[19] més tard Oklahoma
- Neusiok (Newasiwac, Neuse River Indians), Carolina del Nord[16]
- Cultura Norwood, regió Apalachee, Florida, c. 12.000 aC - 4.500 aC
- Nottaway, Virginia,[29] Carolina del Nord
- Occaneechi (Siouan) Virgínia[29][30]
- Oconee, Geòrgia i Florida
- Ofo, Arkansas i Mississipi,[19] est Tennessee[16]
- Okchai (Ogchay), centre Alabama[16]
- Okelousa, Louisiana[16]
- Opelousas, Louisiana[16]
- Osochee (oswichee, usachi, oosécha), confederació creek, Alabama[16][18]
- Pacara, Florida
- Pakana (pacâni, pagna, pasquenan, pak-ká-na, pacanas), centre Alabama,[16] més tard Texas[22]
- Pamlico, antigament Carolina del Nord
- Pascagoules, costa Mississipi[22]
- Patiri, SE Texas
- Pee Dee (Pedee), Carolina del Sud[16][31] i Carolina del Nord
- Pensacoles, Florida panhandle i sud d'Alabama[19]
- Potoskeet, Carolina del Nord
- Confederació Powhatan, Virgínia[11]
  - Appomattoc, Virgínia
  - Arrohateck, Virgínia
  - Chesapeakes, Virgínia
  - Chesepian, Virgínia
  - Chickahominys, Virginia[29]
  - Kiskiack, Virgínia
  - Mattaponi, Virgínia
  - Nansemond, Virgínia[29]
  - Paspahegh, Virgínia
  - Powhatan, Virginia
  - Pamunkey, Virginia[29]
- Quinipissa, SE Louisiana i Mississipi[18]
- Rappahannocks, Virgínia
- Roanokes, Carolina del Nord
- Saluda (Saludee, Saruti), Carolina del Sud[16]
- Santee (Seretee, Sarati, Sati, Sattees), Carolina del Sud (sense relació amb els Sioux Santee), Carolina del Sud[16]
- Santa Luces, Florida
- Saponi, Carolina del Nord,[32] Virginia[29]
- Saura, Carolina del Nord
- Sawokli (Sawakola, Sabacola, Sabacôla, Savacola), sud Alabama i Florida panhandle[16]
- Saxapahaw (Sissipahua, Shacioes), Carolina del Nord[16]
- Secotan, Carolina del Nord
- Seminola, Florida i Oklahoma[25]
- Sewee (Suye, Joye, Xoye, Soya), costa Carolina del Sud[16]
- Shakoris, Carolina del Nord
- Shoccoree (Haw), Carolina del Nord,[16] possiblement Virginia
- Sissipahaw, Carolina del Nord
- Stegarake, Virginia[28]
- Stuckanox (Stukanox), Virginia[29]
- Sugeree (Sagarees, Sugaws, Sugar, Succa), Carolina del Nord i Carolina del Sud[16]
- Surruque, centre-est Florida[33]
- Suteree (Sitteree, Sutarees, Sataree), Carolina del Nord
- Taensa, Mississippi[27]
- Talapoosa, confederació Creek, Alabama[18]
- Tawasa, Alabama[34]
- Tequesta, costa SE Florida[16][20]
- Terocodame, Texas i Mèxic
  - Codam
  - Hieroquodame
  - Oodame
  - Perocodame
  - Teroodame
- Timucua, Florida i Geòrgia[16][19][20]
  - Acuera, centre Florida[35]
  - Agua Fresca (o Agua Dulce o Freshwater), interior NE Florida[35]
  - Arapaha, centre nord Florida i centre sud Geòrgia?[35]
  - Cascangue, costa SE Geòrgia[35]
  - Icafui (or Icafi), costa SE Geòrgia[35]
  - Mocama (o Tacatacuru), costl NE Florida i costa SE Geòrgia[35]
  - Northern Utina centre nord Florida[35]
  - Ocale, centre Florida[35]
  - Oconi, interior SE Geòrgia[35]
  - Potano, nord centre Florida[35]
  - Saturiwa, NE Florida[35]
  - Tacatacuru, costa SE Geòrgia[36]
  - Tucururu (o Tucuru), central? Florida[35]
  - Utina (o est Utina), NE central Florida[37]
  - Yufera, costa SE Geòrgia[35]
  - Yui (Ibi), costa SE Geòrgia[35]
  - Yustaga, nord centre Florida[35]
- Tiou (Tioux), Mississippi[26]
- Tocaste, Florida[20]
- Tocobaga, Florida[16][20]
- Tohomé, NO Florida i sud Alabama[19]
- Tomahitan, est Tennessee
- Topachula, Florida
- Tukabatchee (Tuk-ke-bat-che), Muscogee confederació Creek, Alabama[18]
- Tuscarora, Carolina del Nord, Virginia, més tard Nova York
- Tutelo (Nahyssan), Virginia[29][30]
- Tunica, Arkansas i Mississippi[19]
- Utiza, Florida[17]
- Uzita, badia de Tampa, Florida[38]
- Vicela, Florida[17]
- Viscaynos, Florida
- Waccamaw, Carolina del Sud
- Waccamaw Siouan, Carolina del Nord
- Wateree (Guatari, Watterees), Carolina del Nord[16]
- Waxhaw (Waxsaws, Wisack, Wisacky, Weesock, Flathead), Carolina del Nord i Carolina del Sud[16][31]
- Westo, Virginia and Carolina del Sud[22]
- Winyaw, costa Carolina del Sud[16]
- Woccon, Carolina del Nord[16][31]
- Yamasee, Florida, Geòrgia[22]
- Yazoo, SE Arkansas, est Louisiana, Mississippi[16][39]
- Yuchi (Euchee), central Tennessee,[16][19] més tard Oklahoma

### Gran Conca
- Ahwahnechee, Yosemite Valley, Califòrnia
- Bannock, Idaho[40]
  - Paiute del sud, Arizona, Nevada, Utah
    - Chemehuevi, SE Califòrnia
    - Kaibab, NO Arizona[41]
    - Kaiparowtis, SO Utah[41]
    - Moapa, sud de Nevada[41]
    - Panaca[41]
    - Panguitch, Utah[41]
    - Paranigets, sud de Nevada[41]
    - Shivwits, SO Utah[41]
- Cossos, de Coso Rock Art District a Coso Range, desert de Mojav Califòrnia
- Cultura Fremont (400 –1300), antigament Utah[42]
- Kawaiisu, sud deCalifòrnia[40]
- Mono, SE Califòrnia
  - Mono oriental, SE Califòrnia
  - Mono occidental o Paiute de la vall d'Owens, est Califòrnia i Nevada[40]
- Paiute del nord, est Califòrnia, Nevada, Oregon, SO Idaho[40]

- Kucadikadi, Paiute del llac Mono, Mono Lake, Califòrnia

- Xoixons (Shoshoni), Califòrnia, Idaho, Nevada, Utah, Wyoming
  - Xoixons orientals:

- Guchundeka', Kuccuntikka, menjadors de búfals
- Tukkutikka, Tukudeka, menjadors d'ovelles, units als xoixons del nord
- Boho'inee', Pohoini, Pohogwe, Sage Grass people, Sagebrush Butte People

- Xoixons septentrionals, Idaho

- Agaideka, Salmon Eaters, Lemhi, Snake River i Lemhi River Valley
- Doyahinee', muntanyencs
- Kammedeka, Kammitikka, Jack Rabbit Eaters, Snake River, Great Salt Lake
- Hukundüka, Porcupine Grass Seed Eaters, Wild Wheat Eaters, potser sinònims de Kammitikka
- Tukudeka, Dukundeka', Sheep Eaters (Mountain Sheep Eaters), Sawtooth Range, Idaho
- Yahandeka, Yakandika, Groundhog Eaters, baix rius Boise, Payette, i Wiser

- Xoixons occidentals:

- Kusiutta, Goshute (Gosiute), Great Salt Desert i Great Salt Lake, Utah

- Cedar Valley Goshute
- Deep Creek Goshute
- Rush Valley Goshute
- Skull Valley Goshute, Wipayutta, Weber Ute
- Toole Valley Goshute
- Trout Creek Goshute

- Kuyatikka, Kuyudikka, Bitterroot Eaters, Halleck, Mary's River, Clover Valley, Smith Creek Valley, Nevada
- Mahaguadüka, Mentzelia Seed Eaters, Ruby Valley, Nevada
- Painkwitikka, Penkwitikka, Fish Eaters, Cache Valley, Idaho and Utah
- Pasiatikka, Redtop Grass Eaters, Deep Creek Gosiute, Deep Creek Valley, Antelope Valley
- Tipatikka, Pinenut Eaters, bandes més septentrionals
- Tsaiduka, Tule Eaters, Railroad Valley, Nevada
- Tsogwiyuyugi, Elko, Nevada
- Waitikka, Ricegrass Eaters, Ione Valley, Nevada
- Watatikka, Ryegrass Seed Eaters, Ruby Valley, Nevada
- Wiyimpihtikka, Buffalo Berry Eaters

- Timbishes o Panamint o Koso, SE Califòrnia
- Ute, Colorado, Utah, N Nou Mèxic[40]
  - Capote, SE Colorado i Nou Mèxic[48]
  - Moanunts, Salina, Utah[49]
  - Muache, sud i centre Colorado[48]
  - Pahvant, oest Utah[49]
  - Sanpits, central Utah[49]
  - Timpanogots, nord centre Utah[49]
  - Uintah, Utah[48]
  - Uncompahgre o Taviwach, centre i nord Colorado[48]
  - Weeminuche, oest Colorado, est Utah, NO Nou Mèxic[48]
  - White River Utes (Parusanuch i Yampa), Colorado i est Utah[48]
- Washo, Nevada i Califòrnia[50]
  - Palagewan
  - Pahkanapil

### Altiplà del Nord-Oest

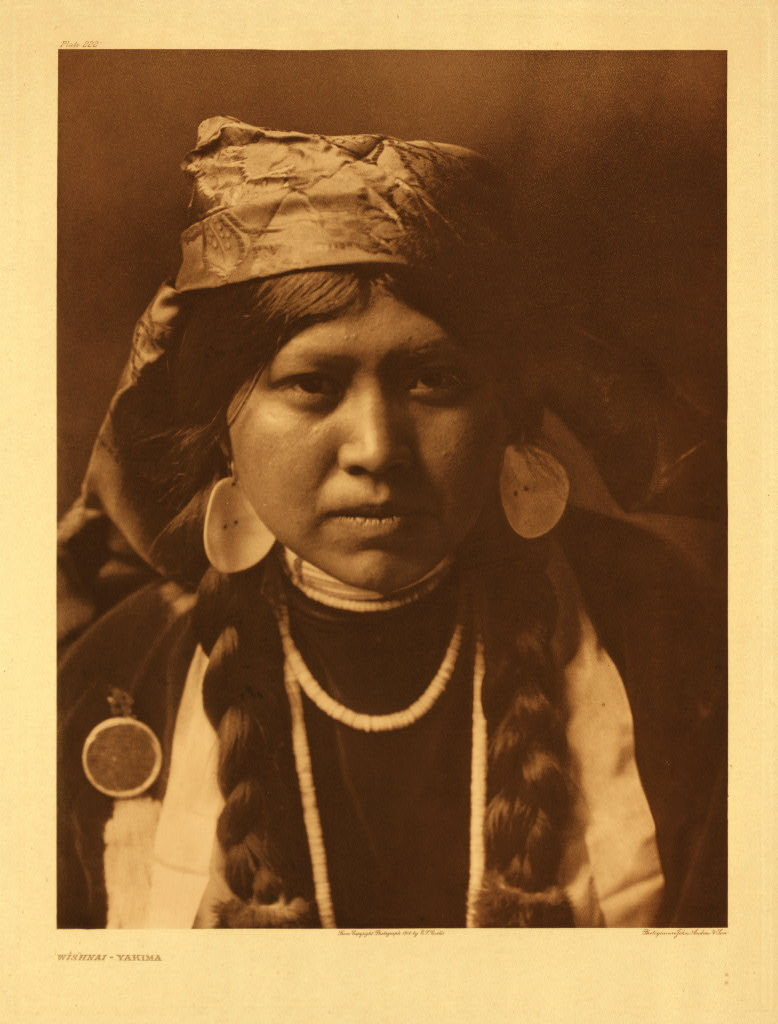
Dona yakama, fotografia d'Edward Curtis

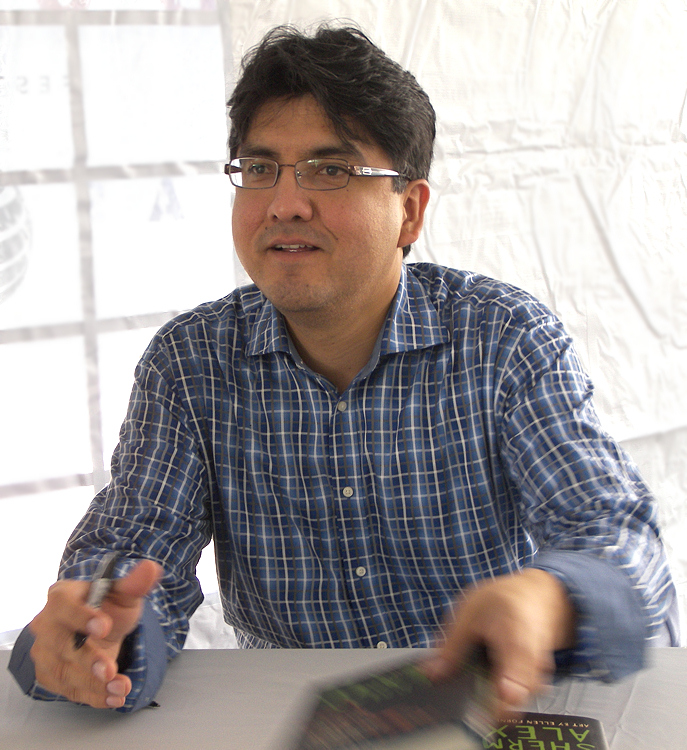
Sherman Alexie novel·lista i poeta spokane/Cœur d'Alène

Les tribus de l'Altiplà inclouen:

#### Pobles chinook
- Cathlamet, WA
- Clackamas, OR
- Clatsop, OR
- Kathlamets
- Multnomah
- Wasco-Wishram, OR and WA
- Watlata, WA

#### Salish de l'interior
- Chelan
- Cœur d'Alène, ID, MT, WA
- Entiat, WA
- Flathead (selisch o salish), ID and MT
  - Bitterroot salish
  - Kalispel (Pend d'Oreilles), MT and WA
    - Baix Kalispel, WA
    - Alt Kalispel, MT
- Methow, WA
- Nespelem, WA
- Nlaka'pamux (Thompson), BC
- Nicola (Confederació Thompson-Okanagan)
- Poble Okanagan, BC and WA
- Secwepemc, BC (Shuswap)
- Sinixt (Lakes), BC, ID, and WA
- Sinkiuse-Columbia, WA (extingit)
- Spokane, WA
- St'at'imc, BC (alt Lillooet)
- Lil'wat, BC (baix Lillooet)
- In-SHUCK-ch, BC (baix Lillooet)
- Wenatchi (Wenatchee)
- Sanpoil, WA
- Sinkayuse

#### Sahaptins
- Alt Cowlitz o Taidnapam
- Kittitas (Alt Yakima)
- Klickitats, WA
- Nez percés, ID
- Pshwanwapam (Pswanwapam)
- Skinpah (Skin)
- Tenino (Warmsprings)
- Tygh (Alt Deschutes), OR
- Umatilla, OR
- Walla walla, WA
- Wanapum, WA
- Wauyukma
- Wyam (Baix Deschutes)
- Yakama, WA

#### Altres o ambdues
- Cayuses, OR
- Celilo (Wayampam)
- Cowlitz, WA
- Fort Klamath, OR
- Kalapuyes, nord-oest OR
  - Atfalati (Tualatin, nord-oest OR
  - Mohawk River, nord-oest OR
  - Santiam, nord-oest OR
  - Yaquina, nord-oest OR
- Kutenai (Kootenai, Ktunaxa), BC, ID, and MT
- Baix Snake: Chamnapam, Wauyukma, Naxiyampam
- Modoc, CA and OR
- Molales (Molale), OR
- Atapascans Nicola (extingit), BC
- Palus (Palouse), ID, OR, and WA
- Alt Nisqually (Mishalpan)

### Costa del nord-oest del Pacífic
- Ahantchuyuk – vegeu Kalapuya
- Alsea
- Applegate
- Atfalati;– vegeu kalapuyes
- Heiltsuk
- Nuxalk
- Primera Nació Tsleil-Waututh
- Shasta costa;– vegeu Rogue River
- Chehalis (alt i baix) Washington
- Chehalis, Fraser Valley
- Chemakum Washington (extingit)
- Chetco – vegeu Tolowa
- Chinook Dialectes: (baix chinook, alt chinook, Clackamas, Wasco)
- Clallam – vegeu Klallam
- Clatsop
- Comox illa de Vancouver/BC estret de Geòrgia
- ètnia coos (Hanis) Oregon
- Baix Coquille (Miluk) Oregon
- Alt Coquille
- Cowichan illa Vancouver Sud/Estret de Geòrgia 
  - Quwutsun
  - Somena
  - Quamichan
- Baix Cowlitz Washington
- Duwamish Washington
- Eyaks Alaska
- Galice
- Gitxsan, British Columbia
- Haida (Dialectes: kaigani, skidegate, masset) Colúmbia Britànica i Alaska
- Haisla BC costa Nord/Central 
  - Haihai
  - Kimsquit
  - Kitimaat
- Heiltsuk, costa central de la Columbia Britànica
- Hoh Washington
- Kalapuyes (calapooia, calapuya)
  - Kalapuya del nord
    - Yamhill (Yamel)
    - Tualatin
    - Tfalati (Atfalati)

  - Kalapuya central
    - Santiam
    - Mary's River
    - Lakmiut
    - Ahantchuyuk
    - Baix McKenzie (Mohawk River)

  - Kalapuya sud (Yonkalla, Yoncalla)
- Klallam (clallam, dialectes: Klallam (baix Elwha), S'Klallam (Jamestown), S'Klallam (Port Gamble))
- Klickitats
- Kwalhioqua
- Kwakwaka'wakw (Kwakiutl)
  - Koskimo
  - 'Namgis
  - Laich-kwil-tach (Euclataws o Yuculta)
- Kwalhioqua
- Kwatami
- Lakmiut – vegeu Kalapuya
- Lower McKenzie – vegeu Kalapuya
- Lummi Washington
- Makah Washington
- Mary's River – vegeu Kalapuya
- Muckleshoot Washington
- Musqueam BC Lower Mainland (Vancouver)
- Nisga'a, British Columbia
- Nisqually - Washington
- Nooksack Washington
- Nuu-chah-nulth West Coast of Vancouver Island
- Nuxalk (Bella Coola) – BC Costa central
- Oowekeno – vegeu Wuikinuxv
- Pentlatch illa Vancouver/Estret de Geòrgia (extingit)
- Puyallup Washington
- Quileute Washington
- Quinault Washington
- Rivers Inlet – vegeu Wuikinuxv
- Rogue River o alt Illinois Oregon, Califòrnia
- Saanich Sud illa Vancouver/Estret de Geòrgia
- Samish Washington
- Santiam – vegeu Kalapuya
- Sauk-Suiattle Washington
- Sechelt BC Sunshine Coast/Georgia Strait (Shishalh)
- Tribu Shoalwater Bay Washington
- Ètnia siletz Oregon
- Siuslaws Oregon
- Skagit
- Skokomish Washington
- Skwxwu7mesh (Squamish), British Columbia
- Sliammon BC Sunshine Coast/Georgia Strait (Mainland Comox)
- Snohomish
- Snoqualmie
- Snuneymuxw (Nanaimo), illa Vancouver
- Songhees (Songish) Sud illa Vancouver/Estret de Juan de Fuca
- Sooke Sud illa Vancouver/Estret de Juan de Fuca
- Tribu Squaxin Island Washington
- Spokane Washington
- Stillaguamish Washington
- Sto:lo, BC Lower Mainland/Fraser Valley
  - Kwantlen
  - Katzie
- Squamish – vegeu Skwxwu7mesh
- Suquamish Washington
- Swinomish Washington
- Tait
- Takelmes Oregon
- Talio
- Tfalati – vegeu Kalapuya
- Tillamooks (Nehalem) Oregon
- Tlatlasikoala
- Tlingits Alaska
- Tolowes-Tututnis
- Tsimshian
- Tsleil-waututh (Burrard) - British Columbia
- Tualatin – vegeu Kalapuya
- Tulalip Washington
- Twana Washington
- Tzouk-e (Sooke) illa Vancouver
- Baix Umpqua Oregon
- Alt Umpqua Oregon
- Alt Skagit Washington
- Wuikinuxv (Owekeeno), BC Costa central
- Yamel – vegeu Kalapuya
- Yamhill – vegeu Kalapuya
- Yaquina
- Yoncalla – vegeu Kalapuya

### Grans Planures
Els pobles indígenes de les Grans Planes sovint són separats en tribus de les planures del nord i del sud.
- Anishinaabe (anishinape, anicinape, neshnabé, nishnaabe) 
  - Saulteaux (nakawē), Manitoba, Minnesota i Ontario; més tard Alberta, British Columbia, Montana, Saskatchewan
  - Odawa (ottawa), Ontario,[9] Michigan, més tard Oklahoma
  - Potawatomi, Michigan,[9] Ontario, Indiana, Wisconsin, més tard Oklahoma
- Apatxe
  - Apatxe lipan, Nou Mèxic, Texas
  - Apatxe de les planures (kiowa apatxe), Oklahoma
  - Querechos, Texas
- Arapaho (Arapahoe), antigament Colorado, actualment Oklahoma i Wyoming
  - Besawunena
  - Nawathinehena
- Arikara (Arikaree, Arikari, Ree), Dakota del Nord
- Atsina (Gros Ventre), Montana
- Confederació blackfoot
  - Kainai (Káínaa, Blood), Alberta
  - Peigan del nord (aapátohsipikáni), Alberta
  - Blackfoot, piegan del sud (aamsskáápipikani), Montana
  - Siksika (siksikáwa), Alberta
- Xeiene, Montana, Oklahoma
  - Suhtai, Montana, Oklahoma
- Comanxes, Oklahoma, Texas
- Cree de les planes, Montana
- Crow (absaroka, apsáalooke), Montana
- Escanjaques, Oklahoma
- Hidatsa, Dakota del Nord
- Iowa (ioway), Kansas, Nebraska, Oklahoma
- Kaw (kansa, kanza), Oklahoma
- Kiowes, Oklahoma
- Mandan, Dakota del Nord
- Métis, Dakota del nord, Manitoba, Saskatchewan, Alberta
- Missouri (Missouria), Oklahoma
- Omaha, Nebraska
- Osage, Oklahoma, antigament Arkansas, Missouri
- Otoe (Oto), Oklahoma
- Pawnee, Oklahoma
  - Chaui, Oklahoma[52]
  - Kitkehakhi, Oklahoma[52]
  - Pitahawirata, Oklahoma[52]
  - Skidi, Oklahoma[52]
- Ponca, Nebraska, Oklahoma
- Quapaw, antigament Arkansas, Oklahoma
- Sioux
  - Dakota, Minnesota, Montana, Nebraska, Dakota del Nord, Dakota del Sud, Manitoba, Saskatchewan
    - Santee, Nebraska
    - Yankton, Dakota del Sud
    - Yanktonai, formerly Minnesota, currently Montana, Dakota del Nord i Dakota del Sud

  - Nació Lakota (Teton), Montana, Dakota del Nord, Dakota, Saskatchewan
    - Sičháŋǧu (Brulé, Burned Thighs)
    - Oglála (Scatters Their Own)
    - Itázipčho (Sans Arc, No Bows)
    - Húŋkpapȟa (Hunkpapa)
    - Mnikȟówožu (Miniconjou)
    - Sihásapa (Blackfoot Sioux)
    - Oóhenuŋpa (Two Kettles)

  - Nakoda (Stoney), Alberta
  - Nakota, Assiniboines (Assiniboin), Montana, Saskatchewan
- Teyas, Texas
- Tonkawa, Oklahoma
- Tsuu T'ina, (Sarcee, Sarsi, Tsuut’ina), Alberta
- Wichita i tribus afiliades, Oklahoma, antigament Texas i Kansas
  - Kichai, Texas, Oklahoma
  - Rayados, Kansas
  - Taovayas, Texas, Oklahoma
  - Tawakoni, Texas, Oklahoma
  - Waco, Texas, Oklahoma

### Sud-oest
Aquesta regió sovint és anomenada Oasiamèrica i inclou parts dels actuals Arizona, Colorado, Nou Mèxic, Utah, Chihuahua, i Sonora
- Ak Chin, Arizona
- Atapascans meridionals
  - Chiricahua, New Mexico and Oklahoma
  - Jicarilla, New Mexico
  - Lipan, Texas
  - Mescalero, New Mexico
  - Navajo (Navaho, Diné), Arizona and New Mexico
  - Apatxe San Carlos, Arizona
  - Tonto Apatxe, Arizona
  - Apatxe occidental (Coyotero Apache), Arizona
  - Apatxe White Mountain, Arizona
- Aranama (Hanáma, Hanáme, Chaimamé, Chariname, Xaraname, Taraname)
- Coahuiltecs, Texas, nord Mèxic
- Cocopes, Arizona, nord Mèxic
- Comecrudo Texas, nord Mèxic
- Cotoname (Carrizo de Camargo)
- Genízaro Arizona, Nou Mèxic
- Halchidhoma, Arizona i Califòrnia
- Hualapai, Arizona
- Havasupai, Arizona
- Hohokam, formerly Arizona
- Karankawa, Texas
- Kavelchadhom
- La Junta, Texas, Chihuahua
- Mamulique, Texas, nord Mèxic
- Mansos, Texas, Chihuahua
- Maricopes, Arizona
- Mohaves, Arizona, Califòrnia, i Nevada
- Pimes, Arizona
- Pima Bajo
- Pueblo, Arizona i Nou Mèxic
  - Antics Pueblo, antigament Arizona, Colorado, Nou Mèxic, Utah
  - Hano, Arizona
  - Hopi, Arizona
  - Keres, Nou Mèxic
    - Acoma, Nou Mèxic
    - Cochiti, Nou Mèxic
    - Laguna o Kawaik, Nou Mèxic
    - Pueblo San Felipe, Nou Mèxic
    - Pueblo Santa Ana, Nou Mèxic
    - Pueblo Santo Domingo, Nou Mèxic
    - Zia, Nou Mèxic

  - Tewes, Nou Mèxic
    - Nambe, Nou Mèxic
    - Ohkay Owingeh, Nou Mèxic
      - Pueblo Piro

    - Pojoaque, Nou Mèxic
    - Pueblo San Ildefonso, Nou Mèxic
    - Tesuque, Nou Mèxic
    - Pueblo Santa Clara, Nou Mèxic

  - Tiwa, Nou Mèxic
    - Isleta, Nou Mèxic
    - Picuris, New Mexico
    - Sandia, Nou Mèxic
    - Pueblo de Taos, Nou Mèxic
    - Ysleta del Sur (Tigua Pueblo), Texas

  - Towa
    - Jemez, Nou Mèxic

  - Zuni, Nou Mèxic
- Quechan (Yuma), Arizona i Califòrnia
- Quems
- Solanos, Coahuila, Texas
- Tamique
- Tobosos
- Tohono O'odham, Arizona i Mèxic 
  - Qahatika, Arizona
- Tompiros
- Ubates
- Hualapais, Arizona
- Yaquis (Yoreme), Arizona, Sonora
- Yavapais, Arizona
  - Tolkapaya (Yavapai Occidental), Arizona
  - Yavapé (Yavapai del Nord-oest), Arizona
  - Kwevkapaya (Yavapai del Sud-Est), Arizona
  - Wipukpa (Yavapai del Nord-est), Arizona

## Mèxic i Mesoamèrica
Els pobles indígenes de Mèxic, Amèrica Central i el Carib es classifiquen generalment pel llenguatge, el medi ambient, i les similituds culturals.

### Aridoamèrica
- Aripe
- Acaxee
- Callejee
- Catujane
- Txitximeques
  - Caxcan
  - Guachichil
  - Guamare
  - Pame
  - Tecuexe
  - Zacatec
- Cochimí
- Cocapá, Arizona, N. Mèxic
- Guaycune
- Guaicures
- Huichola (Wixáritari), Nayarit, Jalisco, Zacatecas, i Durango.
- Irritila
- Kiliwes, Baja California
- Janambre
- Jumanos, N. Mèxic, Nou Mèxic, i O. Texas
- Mayos, Sonora i Sinaloa
- Monqui
- Ópates
- Paipai, Akwa'ala, Kw'al, Baja California[53]
- Pericús (Pericu)
- Seris
- Suma, Chihuahua, O. Texas
- Tamaholipa
- Tarahumares
- Tepehuans
- Uchitíe
- Ximpece
- Xixime

### Mesoamèrica
Mesoamèrica
- Nahues, Guatemala i Mèxic
  - Alagüilac, Guatemala
- Cores
- Huastecs
- Huaves (Wabi), districte de Juchitán (Oaxaca)
- Lenques
- Maia, Belize, El Salvador, Guatemala, Hondures, i Mèxic
  - Itzá, El Petén, Guatemala
  - Lacandons
  - Mopans, Belize, Guatemala
  - Yukatek (Maia)
    - Achís, Guatemala
    - Akateks, Guatemala
    - Ch'ols
    - Ch'orti', SE Guatemala, NO Hondures, i N. El Salvador
    - Ixils, El Quiché, Guatemala
    - Jacaltec (Jakaltek), NO Guatemala
    - K'iche' (Quiché), El Salvador i Guatemala
    - Kaqchikel
    - Kekchi
    - Mam
    - Poqomam
    - Tojolabals
    - Tzotzil
    - Tzeltal
    - Tz'utujil
- Mazateques
- Mixteques
- Olmeques
- Otomís
- Pipils
- Tarascos (P'urhépecha)
- Tlapaneques
- Xinques
- Zapoteques

## Circumcarib
Parcialment organitzat per Handbook of South American Indians.

### Carib
L'abntropòleg Julian Steward defineix l'àrea cultural de les Antilles, que inclou totes les Antilles i Bahames, excepte Trinitat i Tobago.
- Arawak
  - Taíno, Grans Antilles, nord de les Petites Antilles
    - Lucayan, Bahamas

  - Igneri, Antilles Menors, 400-1000 aC
  - Nepoya, Trinitat
  - Suppoya, Trinitat
- Caquetío, Aruba, Bonaire, Curaçao, i Veneçuela
- Caribs, Antilles Menors
  - Garifunes ("Carib Negre"), Originalment Dominica i Saint Vincent, actualment Belize, Guatemala, Honduras i Nicaragua
- Ciboney, Grans Antilles, c. 1000 - 300 BCE[55]
  - Guanahatabey (Guanajatabey), Cuba, 1000 aC
- Ciguayo, Hispaniola
- Garifunes ("Caribs Negres"), Originalment Dominica i Saint Vincent, actualment Belize, Guatemala, Honduras i Nicaragua
- Ortoiroïd, c. 5500 - 200 aC[56]
  - Cultura Coroso, Puerto Rico, 1000 aC–200[56]
  - Cultura Krum Bay, Virgin Islands, St. Thomas, 1500-200 aC[56]
- Cultura Saladoide, 500 aC-545[56]

### Amèrica Central
L'àrea cultural centreamericana inclou part del Salvador, la majoria d'Hondures, tota Nicaragua, Costa Rica i Panamà, i alguns pobles prop de les costes del Pacífic de Colòmbia i l'Equador.
- Bagaces, Costa Rica
- Bokota, Panamà
- Boruques, Costa Rica
- Bribris, Costa Rica
- Cabécars, Costa Rica
- Cacaopera (Matagalpa, Ulua), antigament El Salvador[57]
- Cayada, Ecuador
- Changuena, Panamà
- Emberá-Wounaan (Chocó, Wounaan), Colombia, Panamà
- Choluteques, Hondures
- Coibes, Costa Rica
- Coito, Costa Rica
- Corobisís, Costa Rica
- Desaguaderos, Costa Rica
- Dorasque, Panamà
- Guatusos, Costa Rica
- Guaymís, Panamà
  - Movere, Panamà
  - Murire, Panamà
- Guetar, Costa Rica
- Kuna (Guna), Panamà i Colòmbia
- Lenques, Hondures and El Salvador
- Mangues, Nicaragua
- Maribichocoa, Hondures i Nicaragua
- Miskitos, Hondures, Nicaragua
  - Miskito Sambu
  - Tawira Miskito
- Nagrandah, Nicaragua
- Ngöbe Buglé, Bocas del Toro, Panamà
- Nicarao, Nicaragua
- Nicoya, Costa Rica
- Orotiña, Costa Rica
- Paparo, Panamà
- Paya, Hondures
- Pech, NE Hondures
- Piria, Nicaragua
- Poton, Hondures i El Salvador
- Quepos, Costa Rica
- Rames, Nicaragua
- Sigua, Panamà
- Subtiaba, Nicaragua
- Suerre, Costa Rica
- Sumos (Mayagna), Hondures i Nicaragua
- Terraba (Naso, Teribe, Tjër Di), Panamà
- Tojar, Panamà
- Tolupans (Jicaque), Hondures
- Ulva, El Salvador, Hondures i Nicaragua
- Votos, Costa Rica
- Yasika, Nicaragua

### Colòmbia i Veneçuela
L'àrea cultural de Colòmbia i Veneçuela inclou la majoria de Colòmbia i Veneçuela. El sud de Colòmbia està en l'àrea de la cultura andina, igual que alguns pobles del centre i el nord-est de Colòmbia, que estan envoltats pels pobles de la cultura de Colòmbia i Veneçuela. L'orient de Veneçuela es troba en l'àrea cultural de les Guaianes, i al sud-est de Colòmbia i al sud-oest de Veneçuela es troben a l'àrea de cultura de l'Amazònia.
- Abibe, NO Colòmbia
- Aburrá, central Colòmbia
- Achagua (Axagua), E. Colòmbia, O. Veneçuela
- Agual, O. Colòmbia
- Amaní, central Colòmbia
- Ancerma, O. Colòmbia
- Andaqui (Andaki), Dept. Huila, Colòmbia
- Andoque, Andoke, SE Colòmbia
- Antiochia, Colòmbia
- Arbi, O. Colòmbia
- Arma, O. Colòmbia
- Atunceta, O. Colòmbia
- Auracana, NE Colòmbia
- Buriticá, O. Colòmbia
- Calamari, NO Colòmbia
- Cultura Calima, O. Colòmbia, 200 aC–400
- Caramanta, O. Columbia
- Carate, NE Colòmbia
- Carare, NE Colòmbia
- Carex, NO Colòmbia
- Cari, O. Colòmbia
- Carrapa, O. Colòmbia
- Cartama, O. Colòmbia
- Cultura Cauca, O. Colòmbia, 800–1200
- Corbago, NE Colòmbia
- Cosina, NE Colòmbia
- Catio, NO Colòmbia
- Cenú, NO Colòmbia
- Cenufaná, NO Colòmbia
- Chanco, O. Colòmbia
- Coanoa, NE Colòmbia
- Evéjito, O. Colòmbia
- Fincenú, NO Colòmbia
- Gorrón, O. Colòmbia
- Guahibo (Guajibo), E. Colòmbia, S. Veneçuela
- Guambía, O. Colòmbia
- Cultura Guane, Colòmbia, cultura precolombina
- Guanebucan, NE Colòmbia
- Guazuzú, NO Colòmbia
- Hiwi, O. Colòmbia, E. Veneçuela
- Jamundí, O. Colòmbia
- Kogis, N. Colòmbia
- Lile, O. Colòmbia
- Lache, central Colòmbia
- Maco (Mako, Itoto, Wotuja, o Jojod), NE Colòmbia i O. Veneçuela
- Mompox, NO Colòmbia
- Motilone, NE Colòmbia i O. Veneçuela
- Naura, centre Colòmbia
- Nauracota, centre Colòmbia
- Noanamá (Waunana, Huaunana, Woun Meu), NO Colòmbia i Panamà
- Nutabé, NO Colòmbia
- Opón, NE Colòmbia
- Pacabueye, NO Colòmbia
- Pancenú, NO Colòmbia
- Patángoro, central Colòmbia
- Paucura, O. Colòmbia
- Pemed, NO Colòmbia
- Pequi, O. Colòmbia
- Piaroa, Colòmbia i Veneçuela
- Picara, O. Colòmbia
- Pozo, O. Colòmbia
- Pumé (Yaruro), Veneçuela
- Quimbaya, central Colòmbia, s. IV-VII
- Quinchia, O. Colòmbia
- Sutagao, central Colòmbian
- Tahamí, NO Colòmbia
- Tairona, N. Colòmbia, cultura precolombina, s.I-XI
- Tamalameque, NO Colòmbia
- Timba, O. Colòmbia
- Tinigua, Dept. Caquetá, Colòmbia
- Tolú, NO Colòmbia
- Toro, O. Colòmbia
- Tupe, NE Colòmbia
- Turbaco, NO Colòmbia
- Urabá, NO Colòmbia
- Urezo, NO Colòmbia
- U'wa, E. Colòmbia, O. Veneçuela
- Wayuu (Wayu, Wayúu, Guajiro, Wahiro), NE Colòmbia i NO Veneçuela
- Xiriguana, NE Colòmbia
- Yamicí, NO Colòmbia
- Yapel, NO Colòmbia
- Yarigui, NE Colòmbia
- Yukpa, Yuko, NE Colòmbia
- Zamyrua, NE Colòmbia
- Zendagua, NO Colòmbia
- Zenú, NO Colòmbia, cultura precolombina, 200 aC–1600
- Zopia, O. Colòmbia

## Guaianes
Aquesta regió inclou parts del nord Colòmbia, Guaiana Francesa, Guyana, Surinam, Veneçuela, i parts dels estats brasilers d'Amazones, Amapá, Pará i Roraima.
- Acawai (6N 60W)
- Acokwa (3N 53W)
- Acuria (Akurio, Akuriyo), 5N 55W, Surinam
- Akawaio, Roraima, Brasil, Guyana, and Veneçuela
- Amariba (2N 60W)
- Amicuana (2N 53W)
- Apalaí (Apalai), Amapá, Brasil
- Apirua (3N 53W)
- Apurui (3N 53W)
- Aracaret (4N 53W)
- Aramagoto (2N 54W)
- Aramisho (2N 54W)
- Arebato (7N 65W)
- Arekena (2N 67W)
- Arhuaco, northeastern Colòmbia
- Arigua
- Arinagoto (4N 63W)
- Arua (1N 50W)
- Aruacay, Veneçuela
- Atorai (2N 59W)
- Atroahy (1S 62W)
- Auaké, Brasil i Guyana
- Baniwa (Baniva) (3N 68W), Brasil, Colòmbia i Veneçuela
- Baraüana (1N 65W)
- Bonari (3S 58W)
- Baré (3N 67W)
- Caberre (4N 71 W)
- Cadupinago
- Cariaya (1S 63 W)
- Caribs (Kalinago), Veneçuela
- Carinepagoto, Trinitat
- Chaguan, Veneçuela
- Chaima, Veneçuela
- Cuaga, Veneçuela
- Cuacua, Veneçuela
- Cumanagoto, Veneçuela
- Guayano, Veneçuela
- Guinau (4N 65W)
- Hixkaryána, Amazones, Brasil
- Inao (4N 65W)
- Ingarikó, Brasil, Guyana i Veneçuela
- Jaoi (Yao), Guyana, Trinitat i Veneçuela
- Kali'na, Brasil, Guyana, Guaiana Francesa, Suriname, Veneçuela
- Lokono (Arawak, Locono), Guyana, Trinitat, Veneçuela
- Macapa (2N 59W)
- Macuxi, Brasil i Guyana
- Maipure (4N 67W)
- Maopityan (2N 59W)
- Mapoyo (Mapoye), Veneçuela
- Marawan (3N 52W)
- Mariche, Veneçuela
- Mariusa, Veneçuela
- Marourioux (3N 53W)
- Nepuyo (Nepoye), Guyana, Trinitat i Veneçuela
- Orealla, Guyana
- Palengue, Veneçuela
- Palikur, Brasil, Guaiana Francesa
- Parauana (2N 63W)
- Parauien (3S 60W)
- Pareco, Veneçuela
- Paria, Veneçuela
- Patamona, Roraima, Brasil
- Pauishana (2N 62W)
- Pemon (Arecuna), Brasil, Guyana, i Veneçuela
- Piapoco (3N 70W)
- Piaroa, Veneçuela
- Pino (3N 54W)
- Piritú, Veneçuela
- Purui (2N 52W)
- Saliba (Sáliva), Veneçuela
- Sanumá, Veneçuela, Brasil
- Shebayo, Trinitat
- Sikiana (Chikena, Xikiyana), Brasil, Suriname
- Tagare, Veneçuela
- Tamanaco, Veneçuela
- Tarumá (3S 60W)
- Tibitibi, Veneçuela
- Tiriyó (Tarëno), Brasil, Suriname
- Tocoyen (3N 53W)
- Tumuza, Veneçuela
- Wai-wai, Amazonas, Brasil i Guyana
- Wapishana, Brasil i Guyana
- Warao (Warrau), Guyana i Veneçuela
- Wayana (Oyana), Pará, Brasil
- Ya̧nomamö (Yanomami), Veneçuela i Amazonrs, Brasil
- Ye'kuana, Veneçuela, Brasil

## Brasil oriental
Aquesta regió inclou parts dels estats brasilers de Ceará, Goiás, Espírito Santo, Mato Grosso, Mato Grosso do Sul, Pará, i Santa Catarina.
- Apinajé (Apinaye Caroyo),[10] Rio Araguiaia
- Apurinã (Popũkare), Amazonas i Acre
- Arara, Pará
- Atikum, Bahia l Pernambuco
- Bororo (Borôro),[10] Mato Grosso
- Botocudo (Lakiãnõ)
- Carijo Guarani[10]
- Tradició de Brasil Oriental, cultura precolombina[10]
- Guató (Guato), Mato Grosso
- Kadiwéu (Guaicuru),[10] Mato Grosso do Sul
- Karajá (Iny, Javaé),[10] Goiás, Mato Grosso, Pará, i Tocantins
- Kaxixó, Minas Gerais
- Kayapo (Cayapo, Mebêngôkre),[10] Mato Grosso i Pará
- Laklãnõ,[10] Santa Catarina
- Mehim (Krahô, Crahao),[10] Riu Tocantins
- Ofayé, Mato Grosso do Sul
- Parakatêjê (Gavião),[10] Pará
- Pataxó, Bahia
- Potiguara (Pitigoares),[10] Ceará
- Tabajara, Ceará
- Tupiniquim, Espírito Santo
- Umutina (Barbados)[10]
- Xakriabá (Chakriaba, Chikriaba o Shacriaba), Minas Gerais
- Xavánte (Shavante),[10] Mato Grosso
- Xerénte (Sherente),[10] Goiás
- Xucuru, Pernambuco

## Andes
- Tradició caçadora-recol·lectura andina, Argentina, 11000–4000 aC
- Awa-Kwaiker, N. Equador, S. Colòmbia
- Aymara, Bolivia,[58] Xile, Perú
- Callawalla (Callahuaya), Bolívia[58]
- Cañari, Equador
- Capulí culture, Equador, 800-1500
- Cerro Narrio (Chaullabamba) (cultura precolombina)
- Cultura chachapoyas, Amazones, Perú
- Chachilla (Cayapas)
- Chanka (Chanca), Perú
- Chavín, N. Perú, 900–200 aC
- Chincha people, Perú (cultura precolombina)
- Chipaya, Dept. Oruro, Bolívia[58]
- Cultura Chuquibamba (cultura precolombina)
- Conchucos
- Diaguita
  - Amaicha, Argentina
  - Calchaquí, Argentina
  - Chicoana, Salta, Argentina
  - Quilmes (cultura precolombina), Argentina
- Guangaia (cultura precolombina)
- Tradició microlítica Ichuña (cultura precolombina)
- Imperi Inca (Inka), basat en Perú
- Jama-Coaque (cultura precolombina)
- Cultura Killke, Perú, 900–1200 CE
- Kogis
- Kolla (Colla), Argentina, Bolivia, Xile
- cultura La Tolita (cultura precolombina)
- Cultura Las Vegas, costa Equador, 8000 aC–4600 aC
- Cultura Lauricocha, Perú, 8000–2500 aC
- Cultura Lima, Perú, 100–650
- Maina, Equador, Perú
- Manteño-Huancavilca (cultura precolombina)
- Milagro (cultura precolombina)
- Cultura Mollo, Bolivia, 1000–1500 CE
- Muisca, Colòmbian highlands (cultura precolombina)
- Pachacama (cultura precolombina)
- Paez (Cultura Nasa), muntanyes de Colòmbia (cultura precolombina)
- Panzaleo (cultura precolombina)
- Pasto
- Pijao, Colòmbia
- Quítxues (Kichua, Kichwa), Bolívia[58]
  - Chankas
  - Wankas (Huancas)
- Cultura Quitu, 2000 aC-1550 CE
- Salinar (cultura precolombina)
- Saraguro
- Cultura Tiwanaku (Tiahuanaco), 400-1000 CE, Bolivia
- Tsáchila (Colorado), Equador
- Tuza-Piartal (cultura precolombina)
- Urus, Bolívia,[58] Perú
  - Uru-Murato, Bolívia
- Cultura Wari, costa central i muntanyes Perú, 500–1000 
  - Cultura Pocra, Ayacucho, Perú, 500–1000

### Terres baixes del Pacífic
- Complex Amotape, Costa nord Perú, 9000–7100 aC
- Atacameño (Atacama, Likan Antaí), Chile
- Awá, Colòmbia i l'Equador
- Bara, Colòmbia
- Cultura Cara, costa Equador, 500 aC-1550
- Bahía, Equador, 500 aC–500
- Cultura Casma, costa Perú, 1000–1400
- Cultura chancay, costa central del Perú, 1000–1450
- Chango, costa Perú, nord Chile
- Chimú, costa nord Perú, 1000–1450 CE
- Cupisnique (cultura precolombina), 1000-200 aC, costa Perú
- Lambayeque (cultura Sican), costa nord Perú, 750–1375 CE
- Cultura Machalilla, costa Equador, 1500–1100 aC
- Cultura Manteño, oest Equador, 850–1600 CE
- Moche (Mochica), costa nord Perú, 1-750 CE
- Cultura del Nazca (Nasca), costa sud Perú, 1-700 CE
- Civilització Norte Chico (cultura precolombina), costa Perú
- Cultura Paiján, costa nord Perú, 8,700–5,900 aC
- Cultura Paracas, costa sud Perú, 600-175 aC
- Cultura Recuay, Perú (cultura precolombina)
- Tallán (cultura precolombina), costa nord Perú
- Cultura Valdivia, Equador, 3500–1800 aC
- Cultura Virú, Piura, Perú, 200 aC–300
- Cultura Wari (cultura Huari), Perú, 500–1000
- Yukpa (Yuko), Colòmbia
- Yurutí, Colòmbia

## Amazones

### Amazònia nord-oest
Aquesta regió inclou l'Amazònia de Brasil; l'Amazònia i el Departament de Putumayo de Colòmbia; i les províncies de Cotopaxi, Los Ríos, Morona-Santiago, Napo i Pastaza i la Regió d'Oriente de l'Equador; i la Regió de Loreto del Perú.
- Arabela, Loreto, Perú
- Arapaso (Arapaco), Amazonas, Brasil
- Baniwa
- Barbudo, Loreto, Perú
- Bora, Loreto, Perú
- Candoshi-Shapra (Chapras), Loreto, Perú
- Carútana (Arara), Amazonas, Brasil
- Chayahuita (Chaywita) Loreto, Perú
- Cocama, Loreto, Perú
- Cofán (Cofan), Putumayo, Colòmbia i l'Equador
- Cubeo (Kobeua), Amazonas, Brasil i Colòmbia
- iDâw, Rio Negro, Brasil
- Flecheiro
- Huaorani (Waorani, Waodani, Waos), Equador
- Hupda (Hup), Brasil, Colòmbia
- Jibito, Loreto, Perú
- Jivaros, Equador i Perú
  - Achuar, Morona-Santiago i Oriente, Equador i Loreto, Perú
  - Aguaruna (Aguarana), Equador, Perú
  - Huambisa, Perú
  - Shuar, Morona-Santiago i Oriente, Equador i Loreto, Perú
- Kachá (Shimaco, Urarina), Loreto, Perú
- Kamsá (Sebondoy), Putumayo, Colòmbia
- Kanamarí, Amazones, Brasil
- Kichua (Quítxua)
  - Cañari Kichua (Canari)
  - Canelo Kichua (Canelos-Quichua), Pataza, Equador
  - Chimborazo Kichua
  - Cholos cuencanos
  - Napo Runa (Napo Kichua, Quijos-Quichua, Napo-Quichua), Equador i Perú
  - Saraguro
  - Sarayacu Kichua, Pastaza, Equador
- Korubu, Amazones, Brasil
- Kugapakori-Nahua
- Macaguaje (Majaguaje), Río Caquetá, Colòmbia
- Machiguenga, Perú
- Marubo
- Matsés (Mayoruna, Maxuruna), Brasil i Perú
- Mayoruna (Maxuruna)
- Miriti, Amazonas, Colòmbia
- Murato, Loreto, Perú
- Mura, Amazonas, Brasil
  - Pirahã (Mura-pirarrã), Amazonas, Brasil
- Nukak (Nukak-Makú), est Colòmbia
- Ocaina, Loreto, Perú
- Omagua (Cambeba, Kambeba, Umana), Amazonas, Brasil
- Orejón (Orejon), Napo, Equador
- Panoan, oest Brasil, Bolivia, Perú
- Sharpas
- Siona (Sioni), Amazonas, Colòmbia
- Siriano, Brasil, Colòmbia
- Siusi, Amazonas, Brasil
- Tariano (Tariana), Amazonas, Brasil
- Tsohom Djapá
- Tukano (Tucano), Brasil, Colòmbia
  - Barasana (Pareroa, Taiwano), Amazonas, Brasil i Vaupés, Colòmbia
  - Tukano est (Tucanoan)
  - Makuna (Buhagana, Macuna), Amazonas, Brasil i Vaupés, Colòmbia
- Waikino (Vaikino), Amazonas, Brasil
- Waimiri-Atroari (Kinja, Uaimiri-Atroari), Amazonas i Roraima, Brasil
- Wanano (Unana, Vanana), Amazonas, Brasil
- Witoto
  - Murui Witoto, Loreto, Perú
- Yagua (Yahua), Loreto, Perú
- Yaminahua (Jaminawa, Yamanawa, Yaminawá), Pando Department, Bolivia[58]
- Yora
- Záparo (Zaparo), Pastaza, Equador
- Zuruahã (Suruahá, Suruwaha), Amazonas, Brasil

### Amazònia oriental
Aquesta regió inclou els estats brasilers Amazones, Maranhão, i parts de Pará.
- Amanayé (Ararandeura), Brasil
- Araweté (Araueté, Bïde), Pará, Brasil
- Awá (Guajá), Brasil
- Ch'unchu, Perú
- Ge
- Guajajára (Guajajara), Maranhão, Brasil
- Guaranís, Paraguay
- Ka'apor, Maranhão, Brasil
- Kuruaya, Pará, Brasil
- Marajoara, cultur precolombina, Pará, Brasil
- Panará, Mato Grosso i Pará, Brasil
- Parakanã (Paracana)
- Suruí do Pará, Pará, Brasil
- Tembé (Tembe)
- Turiwára (Turiwara)
- Wayampi
- Zo'é, Pará, Brasil

### Amazònia meridional
Aquesta regió inclou els estats brasilers meridionals (Mato Grosso, Mato Grosso do Sul, parts de Pará, i Rondônia) i Bolívia oriental (departament de Beni).
- Apiacá (Apiaká), Mato Grosso i Pará, Brasil[59]
- Assuriní do Toncantins (Tocantin)
- Aweti (Aueto), Mato Grosso, Brasil
- Bakairí (Bakairi)
- Chácobo (Chacobo), NO Beni, Bolívia[58]
- Chiquitano (Chiquito, Tarapecosi), Brasil i Santa Cruz, Bolívia[58]
- Cinta Larga, Mato Grosso, Brasil
- Enawene Nawe, Mato Grosso, Brasil
- Gavião of Rondônia
- Guarayu (Guarayo), Bolivia[58]
- Ikpeng (Xicao), Mato Grosso, Brasil
- Itene, Beni, Bolivia[58]
- Irántxe (Iranche)
- Juma (Kagwahiva), Rondônia, Brasil
- Jurúna (Yaruna, Juruna, Yudjá), Mato Grosso, Brasil
- Kaiabi (Caiabi, Cajabi, Kajabi, Kayabi), Mato Grosso, Brasil
- Kalapálo (Kalapalo), Mato Grosso, Brasil
- Kamayurá (Camayura), Mato Grosso, Brasil
- Kanoê (Kapixaná), Rondônia, Brasil
- Karipuná (Caripuna)
- Karitiâna (Caritiana), Brasil
- Kayapo, Mato Grosso, Brasil
- Kuikuro, Mato Grosso, Brasil
- Matipu, Mato Grosso, Brasil
- Mehináku (Mehinacu, Mehinako), Mato Grosso, Brasil
- Moxo (Mojo), Bolívia
- Nahukuá (Nahuqua), Mato Grosso, Brasil
- Nambikuára (Nambicuara, Nambikwara), Mato Grosso, Brasil
- Pacahuara (Pacaguara, Pacawara), NO Beni, Bolívia[58]
- Pacajá (Pacaja)
- Panará, Mato Grosso i Pará, Brasil
- Parecís (Paressi)
- Rikbaktsa (Erikbaksa), Mato Grosso, Brasil
- Rio Pardo, Mato Grosso, Brasil
- Sateré-Mawé (Maue), Brasil
- Suyá (Kisedje), Mato Grosso, Brasil
- Tacana (Takana), Beni i Madre de Dios, Bolivia[58]
- Tapajó (Tapajo)
- Tapirapé (Tapirape)
- Tenharim
- Terena, Mato Grosso i Mato Grosso do Sul, Brasil
- Trumai, Mato Grosso, Brasil
- Tsimané (Chimané, Mosetén, Pano), Beni Department, Bolivia[58]
- Uru-Eu-Wau-Wau, Rondônia, Brasil
- Wari' (Pacanawa, Waricaca'), Rondônia, Brasil
- Wauja (Waurá, Waura), Mato Grosso, Brasil
- Wuy jugu (Mundurucu, Munduruku)
- Yawalapiti (Iaualapiti), Mato Grosso, Brasil

### Amazònia del sud-oest
Aquesta regió inclou les regions orientals de Cusco, Huánuco Junín, Loreto, Madre de Dios i Ucayali al Perú, les parts d'Acre, Amazones i Rondônia al Brasil, i parts dels departaments de La Paz i Beni de Bolívia.
- Aguano (Santacrucino, Uguano), Perú
- Aikanã, Rondônia, Brasil
- Akuntsu, Rondônia, Brasil
- Amahuaca, Brasil, Perú
- Ashaninca (Campa, Chuncha), Acre, Brasil i Junín, Pasco, Huánuco, i Ucayali, Perú
- Banawá (Jafí, Kitiya), Amazonas, Brasil
- Cashibo (Carapache), Huánuco, Perú
- Conibo (Shipibo-Conibo), Perú i Amazonas, Brasil
- Ese Ejja (Chama), Beni, Bolivia[58]
- Harakmbut, Madre de Dios, Perú
  - Amarakaeri, Madre de Dios, Perú
    - Kareneri, Madre de Dios, Perú

  - Huachipaeri, Madre de Dios, Perú
    - Arasairi, Madre de Dios, Perú
    - Manuquiari, Madre de Dios, Perú
    - Puikiri (Puncuri), Madre de Dios, Perú
    - Sapiteri, Madre de Dios, Perú
    - Toyeri, Madre de Dios, Perú[60]
- Hi-Merimã, Himarimã, Amazonas, Brasil
- Jamamadi, Acre i Amazonas, Brasil
- Kaxinawá (Cashinahua, Huni Kuin), Perú i Acre, Brasil
- Culina (Culina), Perú
- Kwaza (Coaiá, Koaiá), Rondônia, Brasil
- Latundê, Rondônia, Brasil
- Machinere, Bolivia[58] i Perú
- Mashco-Piro, Perú
- Matís (Matis), Brasil
- Matsés (Mayoruna, Maxuruna), Brasil, Perú
- Parintintin (Kagwahiva’nga), Brasil
- Shipibo, Loreto, Perú
- Sirionó (Chori, Miá), Beni i Santa Cruz, Bolivia
- Ticuna (Tucuna), Brasil, Colombia, Perú
- Toromono (Toromona), La Paz, Bolivia[58]
- Yanesha (Amuesha), Cusco, Perú
- Yawanawa (Jaminawá, Marinawá, Xixinawá), Acre, Brasil; Madre de Dios, Perú; i Bolivia
- Yine (Contaquiro, Simiranch, Simirinche), Cuzco, Perú
- Yuqui (Bia, Yuki), Cochabamba, Bolivia[58]
- Yuracaré (Yura), Beni i Cochabambas, Bolivia[58]

## Gran Chaco
- Abipón, Argentina, grup històric
- Angaite (Angate), NO Paraguai
- Ayoreo[61] (Ayoré, Moro, Morotoco, Pyeta, Yovia,[58] Zamuco), Bolívia i Paraguai
- Chamacoco (Zamuko),[61] Paraguai
- Chané, Argentina i Bolivia
- Chiquitano (Chiquito, Tarapecosi), E. Bolivia
- Chorote (Choroti,[61] Iyo'wujwa,[58] Iyojwa'ja Chorote, Manjuy), Argentina, Bolívia, i Paraguai
- Guana[61] (Kaskihá), Paraguai
- Guaraní,[61] Argentina, Bolivia, Brasil, i Paraguai
  - Bolivian Guarani[58]
    - Chiriguano, Bolivia
    - Guarayo (Guaraní oriental bolivià)

  - Chiripá (Tsiripá, Ava), Bolivia
  - Pai Tavytera (Pai, Montese, Ava), Bolivia
  - Tapieté (guaraní ñandéva, Yanaigua),[61] E. Bolivia[58]
  - Yuqui (Bia), Bolívia
- Guaicuru, Argentina, Bolivia, Brasil, i Paraguai
  - Mbayá (Caduveo), històric
    - Kadiweu, Brasil

  - Mocoví (Mocobí), Argentina
  - Pilagá (Pilage Toba)
  - Toba[61] (Qom, Frentones), Argentina, Bolívia,[58] i Paraguai
- Kaiwá,[61] Argentina and Brasil
- Lengua (Enxet),[61] Paraguai
  - Lengua nord (Eenthlit, Enlhet, Maskoy), Paraguai
  - Lengua sud, Paraguai
- Lulé (Pelé, Tonocoté), Argentina
- Maká[61] (Towolhi), Paraguai
- Nivaclé (Ashlushlay,[61] Chulupí, Chulupe, Guentusé), Argentina i Paraguai
- Sanapaná[61] (Quiativis), Paraguai
- Vilela, Argentina
- Wichí (Mataco),[61] Argentina i Tarija, Bolívia[58]

## Con Sud
- Aché, SE Paraguai
- Alacaluf (Kaweshkar, Halakwulup), Xile
- Chaná (extingit), antigament Uruguai
- Chandule (Chandri)
- Charrúa, southern Brazil and Uruguai
- Chono (Cultura precolombina), antigament Chiloé Archipelago, Xile
- Comechingon (Henia-Camiare), Argentina
- Haush (Manek'enk, Mánekenk, Auch), Tierra del Fuego
- Het (Querandí) (extingit), antigament Pampa Argentina
  - Chechehet
  - Didiuhet
  - Taluhet
- Huarpe (Warpes) (extingit), Estret de Magallanes, Xile
  - Allentiac (Alyentiyak)
  - Millcayac (Milykayak)
  - Oico
- Maputxes (Araucans), SO Argentina i Xile
  - Huilliche (Huillice, Hulliche), Xile
  - Lafquenche
  - Maputxe, SO Argentina i Xile
  - Pehuenche, Centre sud Xile i Argentina
  - Picunche, antigament Xile
  - Promaucae, antigament Xile
- Mbeguá (extingit), antigament riu Paraná, Argentina
- Minuane (extingit), antigament Uruguai
- Pueltxe (Guenaken, Pampa) (extingit), Andes argentins i xilens
- Tehueltxes, Patagònia
  - Künün-a-Güna (Gennakenk, Gennaken)
  - Küwach-a-Güna
  - Mecharnúekenk
  - Aónikenk (Zuidelijke Tehuelche)
- Teushen (Tehues, extingit), Tierra del Fuego
- Selk'nam (Ona), Tierra del Fuego
- Yaghan (Yamana), Tierra del Fuego
- Yaro (Jaro)

## Llengües
| 1. Àrtic 2. Salish 3. Atapascans 4. Amerindis del Nord 5. Ojibwe 6. Mexicans | 7. Maies 8. Amèrica Central 9. Andes 10. Amazònia 11. Gran Chaco 12. Patagònia |  |

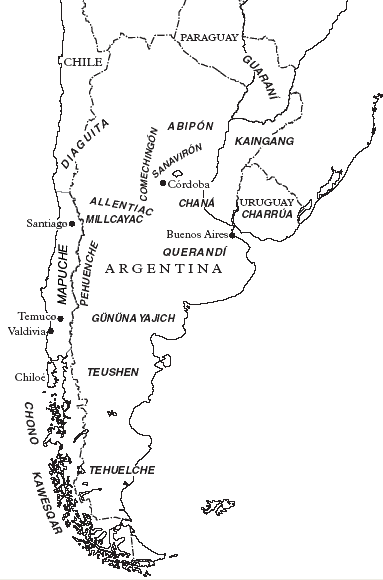
Llengües patagones a l'arribada dels europeus

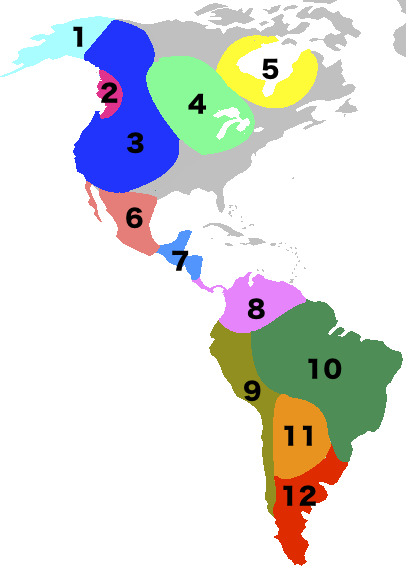
Grups genètics segons l'ADN de les tribus

Les llengües ameríndies (o llengües indígenes americanes) són parlades pels pobles indígenes des de l'extrem sud d'Amèrica del Sud fins a Alaska i Groenlàndia, que abasta les masses de terra que constitueixen Amèrica. Aquestes llengües indígenes s'agrupen en dotzenes de diferents famílies lingüístiques, així com moltes llengües aïllades i llengües no classificades. S'han fet moltes propostes per agrupar aquestes famílies a més alt nivell. D'acord amb UNESCO, la majoria de les llengües indígenes americanes a Amèrica del Nord estan en perill crític, i moltes d'elles ja s'han extingit.

## Classificació genètica
L'haplogrup més comunament associat amb indígenes americans és l'haplogrup Q3 del cromosoma Y humà. El cromosoma Y, com el mtADN, difereix dels altres cromosomes nuclears en què la majoria del cromosoma Y és únic i no es recombina en meiosi. Això té l'efecte que el patró històric de les mutacions pot ser fàcilment estudiat. El patró indica que els indígenes americans han experimentat dos episodis genètics molt distintius; primer amb el poblament inicial d'Amèrica, i en segon lloc amb la colonització europea d'Amèrica. El primer és el factor determinant per al nombre de gens llinatges i haplotip originaris presents en l'actual població indígena americana.
Els assentaments humans a les Amèriques va tenir lloc en etapes, des de la línia de la costa de la mar de Bering, amb una parada inicial de 20.000 anys a Beríngia per a la població fundadora. La diversitat microsatèl·lit i la distribució del llinatge Y específiques a Amèrica del Sud indiquen que certes poblacions ameríndies s'han aïllat des de la colonització inicial de la regió.. Les poblacions Na-Dené, inuit i natius d'Alaska exhibeixen mutacions en l'haplogrup Q del cromosoma Y humà, però tanmateix són diferents de les d'altres grups indígenes americans amb diverses mutacions ADNmt. Això suggereix que els primers immigrants en els extrems nord d'Amèrica del nord i Groenlàndia derivatrn de les poblacions posteriors.